# Nikola Srećković
Nikola Srećković (in serbo Никола Срећковић?; Valjevo, 26 aprile 1996) è un calciatore serbo, ala o centrocampista del Velež Mostar.

## Carriera

### Club
Cresciuto nel settore giovanile del Rad Belgrado, il 27 giugno 2023 viene acquistato dal Wisła Płock, con cui firma un biennale; il 20 gennaio 2024 viene ceduto in prestito al Novi Pazar. Il 24 luglio seguente rescinde il contratto con il club polacco e quattro giorni dopo viene tesserato dal Borac Banja Luka, con cui si lega con un annuale. Il 23 gennaio 2025 si trasferisce al Velež Mostar, con cui firma fino al termine della stagione.

### Nazionale
Nel 2017 ha giocato 2 partite nella nazionale serba Under-21.

## Statistiche

### Presenze e reti nei club
Statistiche aggiornate al 20 marzo 2025.
| Stagione                | Squadra                 | Campionato              | Campionato | Campionato | Coppe nazionali | Coppe nazionali | Coppe nazionali | Coppe continentali | Coppe continentali | Coppe continentali | Altre coppe | Altre coppe | Altre coppe | Totale | Totale |
| Stagione                | Squadra                 | Comp                    | Pres       | Reti       | Comp            | Pres            | Reti            | Comp               | Pres               | Reti               | Comp        | Pres        | Reti        | Pres   | Reti   |
| ----------------------- | ----------------------- | ----------------------- | ---------- | ---------- | --------------- | --------------- | --------------- | ------------------ | ------------------ | ------------------ | ----------- | ----------- | ----------- | ------ | ------ |
| 2015-2016               | Voždovac                | SL                      | 16         | 0          | CS              | 2               | 0               | -                  | -                  | -                  | -           | -           | -           | 18     | 0      |
| 2016-2017               | Voždovac                | SL                      | 18         | 1          | CS              | 3               | 1               | -                  | -                  | -                  | -           | -           | -           | 21     | 2      |
| 2017-2018               | Voždovac                | SL                      | 23         | 3          | CS              | 1               | 0               | -                  | -                  | -                  | -           | -           | -           | 24     | 3      |
| lug.-ago. 2018          | Voždovac                | SL                      | 3          | 0          | CS              | 0               | 0               | -                  | -                  | -                  | -           | -           | -           | 3      | 0      |
| Totale Voždovac         | Totale Voždovac         | Totale Voždovac         | 60         | 4          |                 | 6               | 1               |                    | -                  | -                  |             | -           | -           | 66     | 5      |
| ago. 2018-2019          | Vojvodina               | SL                      | 12         | 1          | CS              | 2               | 0               | -                  | -                  | -                  | -           | -           | -           | 14     | 1      |
| 2019-2020               | Spartak Subotica        | SL                      | 25         | 5          | CS              | 1               | 1               | -                  | -                  | -                  | -           | -           | -           | 26     | 6      |
| 2020-2021               | Spartak Subotica        | SL                      | 32         | 5          | CS              | 2               | 0               | -                  | -                  | -                  | -           | -           | -           | 34     | 5      |
| 2021-2022               | Spartak Subotica        | SL                      | 34         | 5          | CS              | 0               | 0               | -                  | -                  | -                  | -           | -           | -           | 34     | 5      |
| 2022-2023               | Spartak Subotica        | SL                      | 34         | 6          | CS              | 2               | 1               | -                  | -                  | -                  | -           | -           | -           | 36     | 7      |
| Totale Spartak Subotica | Totale Spartak Subotica | Totale Spartak Subotica | 125        | 21         |                 | 5               | 2               |                    | -                  | -                  |             | -           | -           | 130    | 23     |
| 2023-gen. 2024          | Wisła Płock             | IL                      | 10         | 0          | CP              | 1               | 0               | -                  | -                  | -                  | -           | -           | -           | 11     | 0      |
| gen.-giu. 2024          | Novi Pazar              | SL                      | 17         | 3          | CS              | 1               | 1               | -                  | -                  | -                  | -           | -           | -           | 18     | 4      |
| ago. 2024-gen. 2025     | Borac Banja Luka        | PL                      | 16         | 0          | CB              | 0               | 0               | UCL+UEL+UCoL       | 0+4+6              | 0+1+0              | -           | -           | -           | 26     | 1      |
| gen.-giu. 2025          | Velež Mostar            | PL                      | 5          | 0          | CB              | 3               | 0               | -                  | -                  | -                  | -           | -           | -           | 8      | 0      |
| Totale carriera         | Totale carriera         | Totale carriera         | 245        | 29         |                 | 18              | 4               |                    | 10                 | 1                  |             | -           | -           | 273    | 34     |